# ゲージ群
ゲージ群（げーじぐん）は、ゲージ変換に付随する群。
群の存在は対称性、すなわち保存量の存在を示唆している。
大統一理論においてそのゲージ群は SU3 × SU2 × U1を含んでいなければならず、その最小模型である SU5 モデルは陽子崩壊の予言に失敗しており排除されている。